# 2011年夏季世界大學生運動會跳水比賽
2011年夏季世界大學生運動會跳水比賽於2011年8月16日至22日在深圳游泳跳水館舉行，此次比賽共設12個小項，男女各6個。

## 賽事

### 獎牌榜
| 排名 | 国家／地区      | 金牌 | 银牌 | 铜牌 | 總數 |
| ---- | --------------- | ---- | ---- | ---- | ---- |
| 1    | 中国（CHN）     | 11   | 2    | 2    | 15   |
| 2    | 墨西哥（MEX）   | 1    | 3    | 3    | 7    |
| 3    | 俄罗斯（RUS）   | 0    | 2    | 2    | 4    |
| 4    | 乌克兰（UKR）   | 0    | 2    | 1    | 3    |
| 4    | 美国（USA）     | 0    | 2    | 1    | 3    |
| 6    | 马来西亚（MAS） | 0    | 1    | 2    | 3    |
| 7    | 日本（JPN）     | 0    | 0    | 1    | 1    |
| 總數 | 總數            | 12   | 12   | 12   | 36   |

### 男子
| 项目           | 金牌                      | 金牌    | 银牌                                                | 银牌    | 铜牌                                               | 铜牌    |
| 1公尺跳板      | 林勁 · 中国（CHN）        | 487.00  | 孫知亦 · 中国（CHN）                                | 460.20  | Illya Kvasha · 乌克兰（UKR）                       | 454.55  |
| 3公尺跳板      | 何沖 · 中国（CHN）        | 539.30  | 胡利安·桑切斯 · 墨西哥（MEX）                       | 515.50  | 伊利亞·扎哈羅夫 · 俄罗斯（RUS）                    | 471.95  |
| 10公尺跳台     | 吳軍 · 中国（CHN）        | 537.00  | 维克托·米尼巴耶夫 · 俄罗斯（RUS）                   | 528.75  | 罗梅尔·帕切科 · 墨西哥（MEX）                      | 492.05  |
| 雙人3公尺跳台  | 中国（CHN） · 秦凱 · 林勁 | 419.07  | 墨西哥（MEX） · 罗梅尔·帕切科 · Jonathan Ruvalcaba  | 385.32  | 日本（JPN） · 岡本優 · 坂井丞                      | 374.40  |
| 雙人10公尺跳台 | 中国（CHN） · 火亮 · 林躍 | 474.69  | 俄罗斯（RUS） · 维克托·米尼巴耶夫 · 伊爾雅·扎哈洛夫 | 453.42  | 墨西哥（MEX） · 罗梅尔·帕切科 · Jonathan Ruvalcaba | 421.50  |
| 團體           | 中国（CHN）               | 3718.46 | 乌克兰（UKR）                                       | 3239.83 | 俄罗斯（RUS）                                      | 3239.69 |

### 女子
| 项目           | 金牌                            | 金牌    | 银牌                                            | 银牌    | 铜牌                                            | 铜牌    |
| 1公尺跳板      | 施廷懋 · 中国（CHN）            | 320.65  | 高絲·布萊恩 · 美国（USA）                       | 304.00  | 陳燁 · 中国（CHN）                              | 283.30  |
| 3公尺跳板      | 何姿 · 中国（CHN）              | 384.70  | 王涵 · 中国（CHN）                              | 370.00  | 葆拉·埃斯皮诺萨 · 墨西哥（MEX）                 | 323.60  |
| 10公尺跳台     | 葆拉·埃斯皮诺萨 · 墨西哥（MEX） | 385.25  | 潘德勒拉·丽农·帕姆格 · 马来西亚（MAS）          | 381.75  | 王鑫 · 中国（CHN）                              | 370.55  |
| 雙人3公尺跳台  | 中国（CHN） · 何姿 · 王涵       | 334.20  | 乌克兰（UKR） · 奧蓮娜·費多羅娃 · 安娜·佩斯門卡 | 301.50  | 美国（USA） · 比安卡·阿爾瓦雷茨 · 卡利·傑蘭     | 292.50  |
| 雙人10公尺跳台 | 中国（CHN） · 王鑫 · 陈若琳     | 349.98  | 墨西哥（MEX） · 葆拉·埃斯皮诺萨 · Tatiana Ortiz | 330.48  | 马来西亚（MAS） · 潘德勒拉·丽农·帕姆格 · 梁敏喻 | 316.98  |
| 團體           | 中国（CHN）                     | 2674.18 | 美国（USA）                                     | 2373.03 | 马来西亚（MAS）                                 | 2336.23 |